# Life's Lottery (film 1914)
Life's Lottery è un cortometraggio muto del 1914 diretto da J.B. O'Brien

## Produzione
Il film fu prodotto dalla Lubin Manufacturing Company.

## Distribuzione
Distribuito dalla General Film Company, il film - un cortometraggio in una bobina - uscì nelle sale USA il 22 maggio 1914.